# Podiceps
Podiceps là một chi chim trong họ Podicipedidae.